# Carrello dei bolliti
Il carrello dei bolliti, o gran bollito misto, è una pietanza a base di carne assortita tipica della cucina emiliana, di solito riservata ai giorni di festa o al pranzo domenicale. Il nome deriva dal fatto che in genere, nei ristoranti, i vari tagli di carne sono serviti su un apposito carrello.
Gli ingredienti fondamentali sono il manzo e il cappone o la gallina bolliti, risultanti dalla preparazione del brodo per i tortellini, anche se il cappone e la gallina non vengono sempre serviti, a causa del fatto che si tratta di una carne poco pregiata. Ad essi si aggiungono alcuni insaccati cotti come lo zampone e il cotechino, e talvolta altri tagli di carne come la lingua e la testina. A Ferrara l'insaccato tipico è la salama da sugo, a Parma e Piacenza il cappello del prete. In Romagna nel bollito misto si inserisce anche il salame matto. 
La pietanza è solitamente accompagnata da vari contorni, tra cui purè, mostarda, friggione, giardiniera e salsa verde. A Capodanno è tradizione aggiungere le lenticchie stufate.